# Forte de Angostura
O Forte de Angostura localizava-se na margem direita do arroio Piquissiri, afluente do rio Paraguai, em território do Paraguai.
No contexto da Guerra da Tríplice Aliança (1865-1870), integrava a linha defensiva paraguaia fortificada em Lomas Valentinas. Com a conquista desta (27 de Dezembro de 1868), o Forte de Angostura rendeu-se sem combate, sendo ocupado pelas forças brasileiras (30 de Dezembro de 1868), finalizando a série de batalhas vencidas pela Tríplice Aliança (Argentina, Brasil e Uruguai) que começou em 6 de dezembro e teve seu fim em 30 de dezembro de 1868 ( também conhecida como Dezembrada).